# Jörg Enz

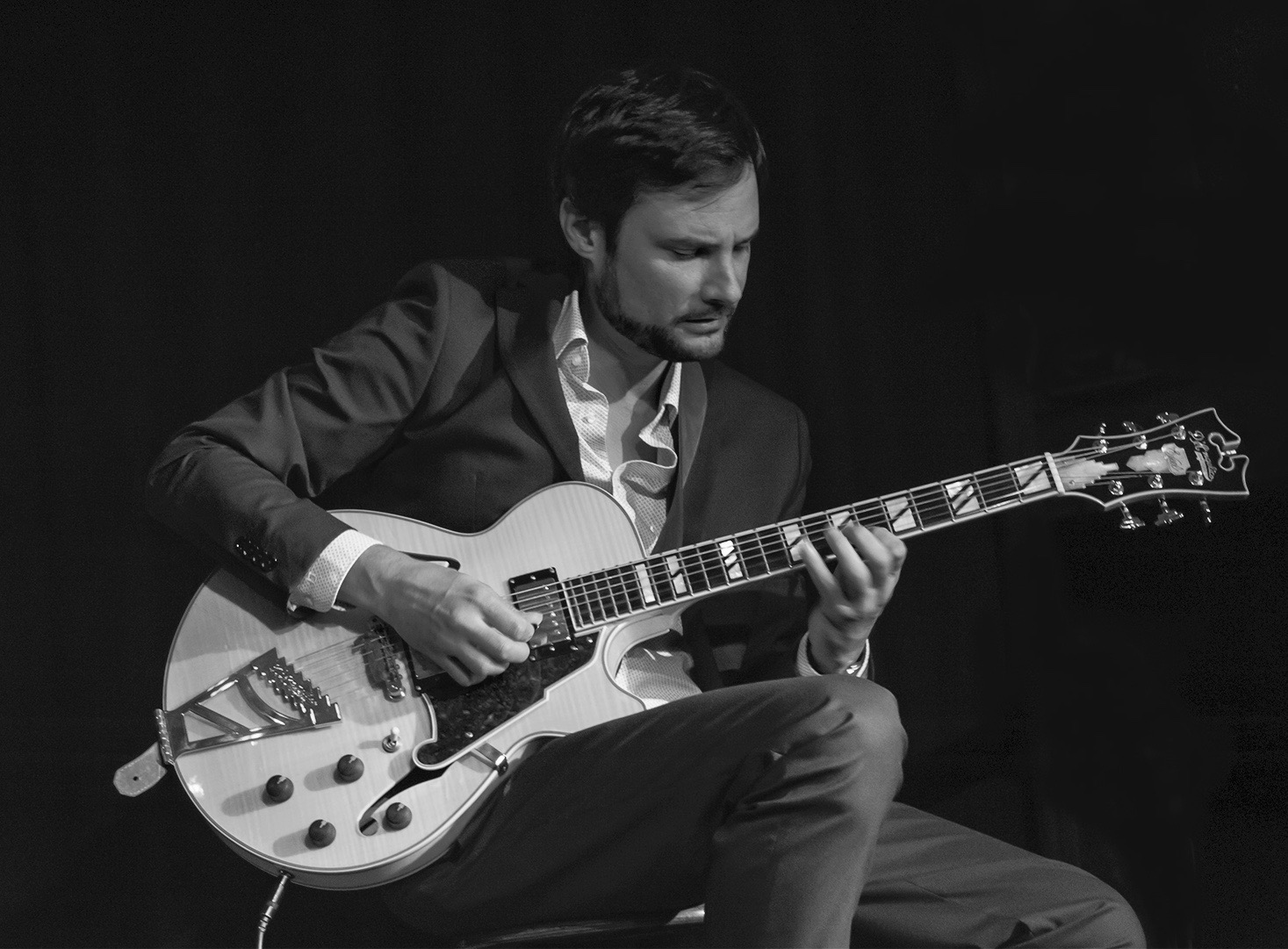
Jörg Enz (2016)

Jörg Enz (* 1974 in Böblingen) ist ein deutscher Jazzmusiker (Gitarre).

## Biographie
Jörg Enz gehört zu den Gitarristen, die vorwiegend im Modern Jazz zu Hause sind. Sein Handwerk hat er zu großen Teilen in den USA gelernt, wo er in den vergangenen Jahren viel Zeit verbrachte. Die New Yorker Szene lieferte ihm dazu eine Steilvorlage; dort hat er sich inspirieren lassen u. a. von Peter Bernstein, der in diesem Zusammenhang als wichtiger Mentor zu nennen wäre.
In Deutschland hat sich Jörg Enz vor allem im Süden der Republik und in der Schweiz einen Namen gemacht, nicht nur mit seinem eigenen Trio, sondern auch in der Zusammenarbeit mit verschiedenen national und international bekannten Jazz-Musikern. Neben zahlreichen Projekten, bei denen er in ganz unterschiedlichen Formaten auftritt, hat er sich in den letzten Jahren verstärkt auf die klassische Hammond-Trio-Besetzung konzentriert, bei der die Hammond B3-Orgel aus den 1960er Jahren und das Schlagzeug zum Einsatz kommen. In diesem Format arbeitet der Gitarrist besonders gerne und steht mit dieser Besetzung häufig auf der Bühne. So spielte das Jörg Enz Organic Trio mit Thomas Bauser und Ferenc Mehl beim Südwestrundfunk 2012 eine Live-Aufnahme ein, eine Mischung aus Standards und eigenen Kompositionen, die daraufhin in Co-Produktion mit dem SWR als Debüt-Album seines Trios erschien. In der Zusammenarbeit mit dem Konstanzer Schlagzeuger Patrick Manzecchi und dem Schweizer Pianisten und Organisten Stewy von Wattenwyl produzierte Enz im selben Jahr das Album Out Of The Box, das die besondere Affinität des Gitarristen zur Hammond-Orgel belegt.
2018 erschien das Album Glances & Giggles, eine Studioaufnahme des Jörg Enz Organic Trios, das das Stuttgarter Label Mocher Music veröffentlichte.
Mit dem Vibrafonisten Joe Kenney und Giorgos Antoniou am Kontrabass nahm das Jörg Enz Trio ein Album mit dem Titel Sunny-Side Up auf, das 2023 beim selben Label erschienen ist.
Enz unterrichtet seit 2015 an der Swiss Jazz School in Bern.

## Diskographie (Auszug)
- Jörg Enz Quartett -  Definitely Private (2006)
- Jörg Enz Organic Trio - Live im Südwestrundfunkstudio (2012)
- J. Enz / S. von Wattenwyl / P. Manzecchi - Out Of The Box (2013)
- Ingmar Kerschberger Trio - Trio Songbook (2017)
- Jörg Enz Organic Trio - Glances & Giggles (2018)
- Jörg Enz Trio - Sunny-Side Up (2023)